# 가미키타다니촌
가미키타다니촌(上北谷村)은 니가타현 고시군에 있던 촌이다. 1954년 3월 31일에 미나미칸바라군 도치오정에 분할편입 되었다. 현재는 도치오시 가미키타다니 지구, 기타키타다니 지구, 도치쿠보정, 사노정 및 나가오카시 오누키, 이토가야에 해당한다.

## 역사
- 1889년 4월 17일 - 정촌제 시행에 의해 고시군 가미키타다니촌이 성립하였다.
- 1954년 3월 31일 - 미나미칸바라군 미쓰케정과 도치오정에 분할편입, 시로 승격해 미쓰케시가 되었다.
- 1954년 6월 1일 - 가미시오다니촌, 시모시오다니촌, 히가시다니촌, 무라카미정에 편입 시로 승격해 도치오시가 되었다.
- 2006년 1월 1일 - 도치오시, 요이타정, 와시마촌, 데라도마리정과 함께 나가오카시에 편입되었다.